# گررسدورف
گررسدورف (به آلمانی: Gerersdorf) یک منطقهٔ مسکونی در اتریش است که در ناحیه زانکت پولتن-لاند واقع شده‌است. گررسدورف ۹۰۹ نفر جمعیت دارد.